# قره باش
قره باش هي إحدى القرى اللبنانية من قرى قضاء زغرتا في محافظة الشمال.